# Тебутиурон
Тебутиурон — неселективный гербицид широкого спектра действия из группы производных мочевины. Практически нетоксичен для пчел и других насекомых.

## Получение
Тебутиурон можно получить в результате многоступенчатой реакции метил-2,2-диметилпропионата с гидразином, метилтиомочевиной, серной кислотой и метилизоцианатом.

## Характеристики
Представляет собой бесцветное твердое вещество, которое разлагается при нагревании до достижения температуры плавления; трудно растворим в воде.

## Использование
Тебутиурон — относительно неселективный почвенный гербицид. Поглощаясь корнями растений, он транспортируется в листья, где ингибирует фотосинтез. Он используется для борьбы с сорняками, травами и кустарниками и деревьями на пастбищах и различных промышленных местах, таких как аэропорты, промышленные зоны, земли несельскохозяйственного назначения, такие как дороги и тротуары. Основным областями применения являются пастбища, железнодорожных сооружений и другие промышленные объекты. Тебутиурон был утверждён в США в 1974 году.
Агентство по охране окружающей среды США сочло тебутиурон потенциально опасным для загрязнения грунтовых вод, из-за его высокой растворимости и низкой адсорбции на почвенных частицах, а также высокой стабильности в почве (его почвенный период полувыведения составляет 360 дней).

## Легальный статус
Тебутиурон был утверждён в ФРГ в период между 1982 и 1986 годами..
В Европейском сообществе тебутиурон не разрешён к использованию.
В Германии, Австрии и Швейцарии это соединение также не входит в список разрешённых гербицидов.